# 普比恰楚峰
普比恰楚（Phurbi Chyachu或Phurbi Chhyachu），或普比加楚（Purbi Gyachu）是喜马拉雅山脉的一座山峰，位于尼泊尔和中国西藏自治区边境。

## 地点
普比恰楚峰峰顶位于6,637米（21,775英尺），位于中尼边境科达里口岸西北部，塔托帕尼附近。

## 登山历史
1982年5月1日，一支日本探险队完成了第一次登顶。成员包括黑川信太郎、小川史人、冈本弘光、新垣孝志、泷上肇、昂普里喇嘛和彭巴喇嘛夏尔巴。